# الوحدة (ولاية)

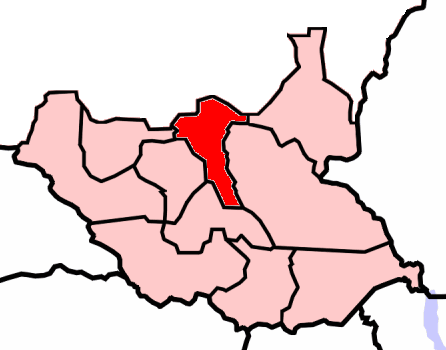
ولاية الوحدة

ولاية الوحدة هي إحدى ولايات جنوب السودان. تبلغ مساحتها 35,956 كم²، ويبلغ عدد سكانها 175,000 نسمة حسب إحصاءات عام 1983. والولاية تنقسم إلى 9 مقاطعات بعضها غني بحقول النفط. عاصمتها بانتيو.